# Copa del Rey 2017-2018
Copa del Rey din 2017-2018 este a 116-a ediție a Copa del Rey. Câștigătorii vor fi asigurați cu un loc pentru etapa grupelor UEFA Europa League 2018-19.
FC Barcelona este campioana în ultimii trei ani.

## Echipe calificate
Următoarele echipe sunt calificate pentru concurs. Echipele de rezervă sunt excluse.
| La Liga the 20 teams of the 2016–17 | Segunda División the 21 non-reserve teams of the 2016–17 season | Segunda División B the top five non-reserve teams of each group and the four with the highest number of points 2016–17 season excluding reserve teams | Tercera División the 18 best non-reserve teams of each one of the groups of the 2016–17 season |
| - Alavés - Athletic Bilbao - Atlético Madrid - Barcelona - Celta Vigo - Deportivo La Coruña - Eibar - Espanyol - Granada - Las Palmas - Leganés - Málaga - Osasuna - Real Betis - Real Madrid - Real Sociedad - Sevilla - Sporting Gijón - Valencia - Villarreal | - Alcorcón - Almería - Cádiz - Córdoba - Elche - Getafe - Gimnàstic - Girona - Huesca - Levante - Lugo - Mallorca - Mirandés - Numancia - Rayo Vallecano - Oviedo - Reus - Tenerife - UCAM Murcia - Valladolid - Zaragoza | - Albacete - Alcoyano - Atlético Baleares - Badalona - Cartagena - Cultural Leonesa - Fuenlabrada - Hércules - Leioa - Lleida Esportiu - Lorca FC - Marbella - Melilla - Mérida - Murcia - Ponferradina - Pontevedra - Racing Ferrol - Racing Santander - Real Unión - Rayo Majadahonda - Toledo - Villanovense - UD Logroñés | - Antequera - Arcos - Avilés - Cacereño - Calahorra - Durango - Formentera - Gimnástica Segoviana - Gimnástica Torrelavega - Lorca Deportiva - Olímpic - Olot - Peña Sport - Rápido de Bouzas - Talavera de la Reina - Tarazona - UD San Fernando - Unión Adarve |